# Szeifert Judit
Szeifert Judit (Zirc, 1968. május 12. –) művészettörténész, 1992–1993-ban a Dobó István Vármúzeumban muzeológusként dolgozott. 1993-tól Budapesten él. 1996–2001 között az Ozirisz Alapítvány munkatársa volt. Az alapítvány a közelmúlt magyar képzőművészetének elfeledett, vagy méltatlanul háttérbe szorított értékeit dolgozta fel, és mutatta be. 1998–tól az Új Művészet folyóirat szerkesztője, 2000-2003-ig rovatvezetője volt. 2002 óta a Magyar Nemzeti Galéria művészettörténész-főmuzeológusa, jelenleg a Szobor Osztály és Éremtár osztályvezetője.
Kutatási területe a 20. századi magyar művészet elfeledett vagy feldolgozatlan életműveinek (pl. Bene Géza, Túry Mária, Jánossy Ferenc stb.), korszakainak (pl. 1950-es évek, jelenkor), illetve műfajainak (pl. kollázs, elektrografika) kutatása, a kortárs művészet dokumentálása, valamint a konkrét művek és a közvetlen tapasztalat alapján való elemzése. Ennek a törekvésének megfelelően végez kutatásokat, rendez kiállításokat, illetve publikál. 
Kutatásai eredményét könyvekben, katalógustanulmányokban, szakfolyóiratokban publikálja. Folyamatosan jelennek meg írásai a kortárs (főként hazai) művészet aktuális eseményeivel kapcsolatban. 
Felkérésre részt vesz országos művészeti rendezvények (pl. Festészeti Triennále, Miskolci Grafikai Biennále, Országos Papírművészeti Triennále stb.) zsűrijében, tart előadást konferenciákon, valamint rendez kiállításokat, és nyit meg tárlatokat.
Kurrens kutatási témái:
- Rejtőzködő művészet. Nem hivatalos művészeti stratégiák 1949-1953 között és a progresszív művészet útjai (kitekintéssel 1957-ig) [PhD disszertáció]
- Lírai archaizálás a kortárs magyar festészetben (2003. dec. 18– 2004. jan. 25. között e témában kiállítást rendezett a Vigadó Galériában, illetve előadást tartott az Archaizmusok és klasszicizmusok konferencián)
- Bene Géza oeuvre-jének folyamatos feldolgozása (a monográfia megjelenése óta felbukkanó művek beillesztése az életműbe, listába vétele)

## Tanulmányai
- 1986–1991: Eszterházy Károly Tanárképző Főiskola, Eger, matematika-rajz szak
- 1993–1998: Eötvös Loránd Tudományegyetem, művészettörténet szak
- 2006: Eötvös Loránd Tudományegyetem Művészettörténet-tudományi Intézet - PhD abszolutórium
- 2009: Eötvös Loránd Tudományegyetem Művészettörténet-tudományi Intézet - PhD szigorlat
- 2012: Eötvös Loránd Tudományegyetem Művészettörténet-tudományi Intézet - PhD

## Fontosabb kiállítás-rendezései
- 2011 - Határok nélkül – Kortárs horvát szobrászat – magyar reflexiók – Magyar Nemzeti Galéria – Budapest
- 2008

- Áthatások – Festészet és elektrográfia I., Duna Galéria – Budapest; Digitális hatások a magyar kortárs festészetben. Kiállító művészek: Bátai Sándor, Csurka Eszter, Nagy Gábor György, Pál Csaba, Stark István, Várady Róbert
- MONOMENTUMOK – Sárkány Győző tárlata, Galéria IX. – Budapest

- 2007

- MNG – ÉS 50 év az Élet és Irodalom és a Magyar Nemzeti Galéria közös jubileumi grafikai tárlata, Magyar Nemzeti Galéria, A épület kamaraterem – Budapest
- Krajcsovics Éva festőművész retrospektív tárlata, Olof Palme Ház – Budapest

- 2006

- Az Út 1956-2006 – Országos képző- és iparművészeti kiállítás az 1956-os forradalom 50-ik évfordulóján, Műcsarnok – Budapest (kutatás és rendezés) (Társkurátorok: Simonffy Márta és Urbán Ágnes)
- Nádor Tibor festőművész, Artus Galéria – Budapest
- Vojnich Erzsébet festőművész, KÉKA Galéria – Budapest
- Bikácsi Daniela festőművész, KÉKA Galéria – Budapest
- Krajcsovics Éva festőművész, KÉKA Galéria – Budapest

- 2005 - Molnár Péter kiállítása, Bencés Gimnázium Galériája – Pannonhalma
- 2004

- Magyar kollázs 1910-2004. A magyar kollázs története és jelene (Kováts Alberttel és Kopócsy Annával), Városi Művészeti Múzeum – Győr
- II. Esztergomi Művésztelep kiállítása, Gadányi Terem – Esztergom

- 2003

- A töredék metaforái. Tematikus festészeti tárlat, Vigadó Galéria – Budapest (kutatás és rendezés)
- I. Esztergomi Művésztelep kiállítása, Vármúzeum – Esztergom (rendezés, megnyitó)
- Átvalósulások – Papp Oszkár kiállítása, Szinyei Szalon – Budapest
- Örök naptár – Stefanovits Péter kiállítása, Szinyei Szalon – Budapest
- Cipők, körték, mézeskalácsok – Schéner Mihály kiállítása, Szinyei Szalon – Budapest (rendezés, megnyitó)
- Színek metszésében – Túry Mária kiállítása, Szinyei Szalon – Budapest (rendezés, megnyitó)
- Kovács László kiállítása, Vigadó Galéria – Budapest

- 2002

- Menet közben – Sóváradi Valéria kiállítása, Szinyei Szalon – Budapest (rendezés, megnyitó)
- Maya – Borgó festményei, Szinyei Szalon – Budapest (rendezés, megnyitó)
- Kondásnővérek éneke – Földi Péter tárlata, Szinyei Szalon – Budapest (rendezés, megnyitó)
- Kádár György kiállítása – Szinyei Szalon – Budapest (rendezés, megnyitó)
- Bátai Sándor festőművész Íráskép című retrospektív kiállítása – Vaszary Képtár, Kaposvár – 2002. december 13 – 2003. január 11. (rendezés, megnyitó)

- 2001

- Tájak, portrék, csendéletek - Bene Géza emlékkiállítása, Szinyei Szalon - Budapest
- Ab ovo tojás – tematikus képző- és iparművészeti kiállítás (Veress Kingával), Vigadó Galéria – Budapest

- 2000

- Nagy B. István kiállítása, Bencés Gimnázium Galériája – Pannonhalma
- Gyűjtemény II. – Pápai Miklós kiállítása, Illárium Galéria – Budapest

- 1999

- Divat/Fotó – Békefi Dóra, Cseh Gabriella, Kiss Rozina, Kolozsi Beáta és Maus Zsófia kiállítása, Budavári Magdolna torony
- Tájak, alakok – Bene Géza emlékkiállítása, Szinyei Szalon – Budapest
- Ösvények és tisztások - Molnár Péter retrospektív tárlata, Városi Művészeti Múzeum – Győr
- Huszonkét kép – Molnár Péter kiállítása, Bencés Gimnázium Galériája – Pannonhalma
- Táltosok és ördögök – Kovács László kiállítása, Megyei Művelődési Központ – Eger
- Arcképcsarnok I-XVII. – Nagy B. István kiállítása, Arcus Galéria – Vác

- 1998

- Feketén/Fehéren – Kecskeméti Kálmán grafikái, El Kalászi Galéria - Budapest
- Új művek – Molnár Péter kiállítása, EveArt Galéria - Budapest
- Határvonal – Tematikus válogatás a Kozma Lajos Iparművészeti ösztöndíjasok munkáiból, Budavári Magdolna torony (Veress Kingával)
- Egokoho – Szeivolt Katalin diplomakiállítása, Na-Ne Pince Galéria – Budapest
- Kalamár Anita kamara-kiállítása, El Kalászi Galéria – Budapest
- Utak – Zsarnóczky Krisztina monotípiái, El Kalászi Galéria – Budapest
- Szalkai Károly kiállítása, El Kalászi Galéria – Budapest
- Transzcendens terek – Nagy B. István retrospektív tárlata, Zsinagóga Galéria – Szolnok
- Vízben oldott világ – Kalamár Anita, Pápai Miklós és Szarka Csilla kiállítása, Budavári Magdolna torony
- Zsámbék/Arc-képek – Nagy B. István kamara-kiállítása, El Kalászi Galéria – Budapest
- Sipavicius Tamás tárlata, Budavári Magdolna torony (Veress Kingával)

- 1997

- Meteoritmajális – Szeivolt Katalin installációi, Dürer Galéria – Budapest
- Brügölő – Előd Ágnes, Szabó Ádám és Szász György kiállítása, Na-Ne Pince Galéria (Veress Kingával)

- 1996

- Művészettörténet a kortárs magyar művészetben (Hegedüs Orsolyával), Uitz Terem – Dunaújváros
- Tavaszi Temetés – Szeivolt Katalin kiállítása, Végállomás Galéria – Budapest

- 1995 – Szeivolt Katalin és Tóth Árpád képei, Metro Klub – Budapest
- 1994 – Bihari Tünde és Szeivolt Katalin kiállítása, Na-Ne Galéria – Budapest
- 1993

- Heves megye és Eger a XVIII-XIX. században, Dobó István Vármúzeum – Eger
- Szeivolt Katalin papírszobrai, Tam-Tam Galéria – Budapest

## Könyvei
- Az örök kívülálló. Bene Géza festőművész (1900-1960), Új Művészet Kiadó, 2001
- Magyar művészet 1919-2000, in: A Dunánál. Magyarok a 20. században, Magyar Kódex, Kossuth Kiadó, Enciklopédia Humana Egyesület, 2001
- Zuhogócsillagokban. Szeifert Judit versei; Református Zsinati Iroda, Bp., 1992
- Archeográfia – Bátai Sándor kismonográfiája – Magyar Műhely Kiadó, 2003
- Magányos lovas – Jánossy Ferenc festőművész 1926-1983 – in: Firinc, Kortárs Kiadó, 2004
- A zűrzavar logikája – A káosz és rend dialektikája Borgó művészetében – Kortárs magyar képzőművészek 3., B-Humanitas Kiadó, Budapest, 2005
- Marszüasz. Gaál József művészete, Arcus Kiadó, Vác, 2005
- Tisztáscsöndek és írásneszek – Molnár Péter kismonográfia – Magyar Műhely Kiadó, 2005
- Baksai József (kismonográfia), Globe Print, Budapest, 2007
- Szubjektív valóság. Adorján Attila festészete. Bevezető tanulmány in: Adorján Attila, Bp., 2009
- Terrénum temporis – Az idő helye. Gáll Ádám művészete. Bevezető tanulmány in: Gáll Ádám - Terrénum, EX-BB Kiadó, Bp. 2009
- Dréher János (kismonográfia) - Hungart Kiadó, Budapest, 2012
- Szemadám György (kismonográfia) - Hungart Kiadó, Budapest, 2013
- Baksai (monográfia) - Kugler-könyvek, T-Art Alapítvány, Budapest, 2014
- Szurcsik József (kismonográfia) - Hungart Kiadó, Budapest, 2014
- Bátai Sándor (monográfia) - Magyar Műhely Kiadó, Budapest, 2015
- Gaál József (kismonográfia) - Hungart Kiadó, Budapest, 2015
- Baksai József; HUNGART Vizuális Művészek Közös Jogkezelő Társasága Egyesület, Bp., 2017

## Katalógusok
- Nagy B. István katalógus (Előszó, szerkesztés), 1994.
- Ösvények, tisztások – Molnár Péter retrospektív kiállítása – Városi Művészeti Múzeum, Győr – Katalógus (Tanulmány, szerkesztés), 1999.
- HÁT-TÉR – A Közép-Európa Fényműhely és vendégei kiállítása – Szigetvár, Vár-Dzsámi, Vigadó – 2001. június 28 – július 20. – Katalógus (Előszó)
- A képírás írásképe. A betű és a szöveg képzőművészeti aspektusairól – Katalógus a Képírás című tárlathoz – Szigetvár, Sóház 2001. június 28-30. (Tanulmány, szerkesztés)
- A lét ikonja. Szabó Ákos festménye in: Mesterecsetek kiállítás, Vigadó Galéria, 2002. január 10 – 27. – Katalógus, 62.
- Objektív absztrakció. Hübel Péter ColorVíziói – Katalógus (Előszó) – Duna Galéria, 2002. július 24 – augusztus 11.
- Archaikus álmok. Közelkép Molnár Péterről – XVIII. Országos Akvarell Biennále – Eger, 2002 – Katalógus (Tanulmány), 20-31.
- Az időtlenség múlékony médiuma, avagy a papír ideje – II. Országos Papírművészeti Triennále – Kaposvár, 2002 – Katalógus (Tanulmány)
- A harmónia dialektikája – Milena ZeVu legújabb művei – ZeVu Galéria – Bp., 2002. – Katalógus (Tanulmány)
- Beszállás! Indul a szocialista szellem-vasút. Az ötvenes évek realista festészetének néhány változata – Örökölt realizmus. A valósághű festészet öt évtizede, szerk.: Muladi Brigitta, Új Művészet Kiadó, 2003. 17-20. (Tanulmány)
- Színkonstrukciók és álomvalóságok – Túry Mária festészete, Körmendi Galéria, 2003.
- Fénnyel festett árnyék – Somorjai Kiss Tibor, Bp. Dorottya Galéria, 2003.
- Titokmetaforák és időtöredékek. Lírai archaizálás a kortárs magyar festészetben – A töredék metaforái kiállítás katalógus – 2003. december 18 – 2004. január 11., Vigadó Galéria, Budapest (Tanulmány, szerkesztés)
- Fuvallat-képek, titok-szövedékek. Kókay Krisztina grafikái és textilképei – Katalógus, Budapest, 2003. o.n. (Tanulmány) 114-115.; angol 116-117.
- A látszat ellen(ére). A kollázs és műfaji kapcsolatai az 1960-70-es években. Kollázstörténeti kiállítás, Városi Művészeti Múzeum, Győr – Katalógus, 2004. 138-155.
- A 22-es csapdája. Avagy a tradíció és az újítás dialektikája a XXII. Miskolci Grafikai Biennálén, katalógustanulmány, 2004. 15-20.
- Bikácsi Daniela: Vízoszlopok – Klimó Károly: 1944 – Pál Csaba: Hármas tükör – Valkó László: Triptichon, Áldozat – Engesztelés. Kortárs képzőművészeti kiállítás, katalógus, Magyar Zsidó Múzeum és Levéltár, Budapest, 2005., 10., 40., 52., 66.
- Festett költészet. Iványi Katalin művészete – életmű-katalógus bevezető tanulmány – Budapest, 2005.
- A realizmus színterei. ÉS-tárlat 2005 – katalógus bevezető – Galéria 13, Budapest, 2005.
- Pápai Miklós: Az ember tragédiája, 2003-2004, kollázs-sorozat – A Grafika mesterei Nemzetközi Grafikai Biennále, katalógus, Győr, 2005.
- Deák-gyűjtemény katalógus, Székesfehérvár – Bene Géza és Ámos Imre szócikk és képleírások, 2005.
- Folyam – Víz, Miskolci Galéria 2005. október 26-november 24., Műtárgylista részletes műleírásokkal, katalógus számokkal
- Túlélési gyakorlat. Lossonczy Tamás művészeti stratégiája az ötvenes években. in: Tanulmányok Lossonczy Tamás művészetéről, szerk: *Andrási Gábor – Pataki Gábor, Műcsarnok – MTA Művészettörténeti Kutatóintézet, 2006., 41-49.
- Titokmetaforák. Vojnich Erzsébet tárlata, KÉKA Galéria, katalógus, 2006., 2.
- Álomvalóságok. Bikácsi Daniela kiállítása, KÉKA Galéria, katalógus, 2006., 4.
- Csöndfény. Krajcsovics Éva tárlata, KÉKA Galéria, katalógus, 2006., 6.
- Pixelvilág in: Pixel. Digitális nyomatok I. országos szemléje, Budapest, 2006. 3-4. (magyar) és 7-9. (angol)
- Votum profanum. Velekei József Lajos kiállítása, katalógustanulmány – Szentendre, Skanzen, 2007.
- Az emlékezés útján. Az 1956-os forradalom 50-ik évfordulóján rendezett országos tárlat, katalógus, MKISz, Budapest, 2007. 308-326.
- Morphologie der bildenden Kunst. Die Morph Gruppe / Morphology in the Arts. The Morph Group, a Morf csoport kiállítása, katalógustanulmány (német, angol) – Berlin, Haus Ungarn, 2007.
- Tükör-képek. Makó Judit Emlék-képek. Mózes Katalin Utó-képek. Rajnai Moni, Aulich Art Galéria, leporello, 2007.
- Multiplikatív individualitás. 100 grafika – 100 kortárs képzőművész. Katalógus bevezető a 100 éves grafikaoktatás alkalmából rendezett kiállításhoz a Barcsay-teremben, Magyar Képzőművészeti Egyetem, 2007.
- Befejezetlen teljesség. Kiss Zoltán kiállítása, katalógus bevezető, KAS Galéria, 2007.
- Fénnyel festett idő. Krajcsovics Éva festészete, katalógus tanulmány és szerkesztés in: Krajcsovics Éva, Paletta sorozat, T-Art Alapítvány, Bp. 2008
- MONOMENTUMOK. Sárkány Győző maszk- és monolit-sorozatai, katalógus tanulmány és szerkesztés, Budapest, 2008
- Garajszki József. Garajszki – Festmények, katalógus, Dabas, 2008
- Kisfaludi Strobl Zsigmond, Lándori Vilmos, Reményi József, ifj. Vastagh György szobrai. in: Művészház 1909-1914. MNG katalógus, Bp. 2009
- Vizuális etűdök. Varga Patrícia Minerva tusrajzai. in: Varga Patrícia Minerva katalógusa, Bp. 2009. 17-18. (magyar); Visual etudes. The ink drawings of Patrícia Minerva Varga 33-34. (angol)
- Terítéken a festészet. Őry Annamária képsorai. Katalógustanulmány in: Őry Annamária katalógusa, Bp. 2009. (nyomtatás alatt)
- Szubjektív valóság. Adorján Attila festészete. Bevezető tanulmány in: Adorján Attila, Bp. 2009. 3-9. (magyar) Subjective Reality 12-18. (angol)
- Terrénum temporis – Az idő helye. Gáll Ádám művészete. Bevezető tanulmány in: Gáll Ádám - Terrénum, EX-BB Kiadó, Bp. 2009. 7-18.
- A mindennapok transzcendenciája. Az idő és a tér Nagy B. István művészetében in: Nagy B. István, Arcus Kiadó, 2010. 154-158.
- József Róna Modell des Prinz Eugen-Denkmals vor der Ungarischen Nationalgalerie, um 1900 in: Prinz Eugen Feldherr Philosoph und Kunstfreund, Belvedere Wien, 2010. 311.
- Csöndképek in: Kádár Katalin – Csöndfüggöny, katalógus, Budapest, 2012

## Szerkesztői munkák
- 2009, 2010, 2011, 2012 – HUNGART-könyvek – kortárs művészeti kismonográfia sorozat sorozatszerkesztő

(2009: Csernus Tibor, Kopasz Tamás, Lovas Ilona, Tóth György, Zsemlye Ildikó – 2010: Butak András, Illés Barna, Pápai Lívia, Szabó Tamás, Vásárhelyi Antal – 2011: Balla András, Barabás Márton, Konok Tamás, Péter Ágnes, Stefanovits Péter - 2012: Dréher János, Kalmár János, T. Doromby Mária) 
- 2008

- Krajcsovics Éva, Paletta sorozat, T-Art Alapítvány, Bp. 2008.
- MONOMENTUMOK. Sárkány Győző katalógus, Budapest, 2008.
- Születésnapra. Lossonczy Tamás 104 éves. Portréfilm, EPS Produkciós Iroda

- 2006 - Frank János: Tárlatok – szertartások. Portrék, visszaemlékezések, útinaplók (posztumusz kiadás, Élet és Irodalom Kiadó)
- 2005 – Marszüasz – Gaál József művészete (Arcus Kiadó, Vác)
- 2004 – Modern magyar éremművészet II. (Magyar Nemzeti Galéria)
- 2003

- Bátai Sándor kismonográfia (Magyar Műhely Kiadó)
- A lágy robot. Tanulmányok Šwierkiewicz Róbertről (Új Művészet Kiadó)
- A töredék metaforái kiállítási katalógus (Magyar Festők Társasága)

- 2001

- Képírás. Lát-Határ Összművészeti Fesztivál nemzetközi kiállításának katalógusa
- Az örök kívülálló. Bene Géza festőművész
- Ab ovo tojás tematikus képző- és iparművészeti kiállítás katalógusa (Veress Kingával)

- 1999 – Ösvények, tisztások – Molnár Péter Munkácsy-díjas festő- és grafikusművész katalógusa
- 1999, 2002 Az Új Művészet 1999/9. és 2002/9. teljes lapszámának összeállítása és szerkesztése
- 1998 – Magyar Televízió, Vizuális Művészetek Szerkesztősége felkérésére az Új arcok című fiatal képző- és iparművészeket bemutató műsor szerkesztő-riportere és műsorvezetője
- 1994 – Nagy B. István Munkácsy-díjas festőművész katalógusa

## Díjak, elismerések
- 1997–1999: Kállai Ernő Műkritikusi ösztöndíj.
- 2000, 2001, 2007: a Magyar Alkotóművészek Országos Egyesülete Képzőművészeti Tagozatának alkotói ösztöndíja.
- 2007: DADAMA-díj
- 2018: Simsay Ildikó-díj
- 2019: Németh Lajos-díj